# The Belcher's Tower
The Belcher's Tower é um arranha-céu, actualmente é o 166º arranha-céu mais alto do mundo, com 227 metros (744 ft). Edificado na cidade de Hong Kong, China, foi concluído em 2001 com 61 andares.